# 朱鷺色怪魔
『朱鷺色怪魔』（ときいろかいま）は、鈴宮和由による日本の漫画作品、およびこれを原作としたOVA作品。

## 概要
当初は『週刊少年サンデー増刊号』（小学館）にて『蒼い妖魔たち』の後日談的な短編として掲載された。この短編を長編漫画化したものがOVA付属の漫画として展開され、後にこれを再構成したものが漫画単行本として独立して発行されている。漫画単行本は通常版全4巻、ワイド版全2巻、OVAは全4巻。
上級精霊である妖魔と下級精霊である怪魔の血を受け継ぐ主人公・真里が、彼を付け狙う怪魔と戦う姿を描く、ホラーアクション漫画。

## 主な登場人物
雷真里（いかずち まさと）
本作の主人公で、前作の主人公・雷雷（いかずち らい）の一人息子。両親は既に亡く、父方の親戚である月村家で暮らしている。
人を遠ざける雰囲気を持ったクールな美男子。
月村麻穂（つきむら まほ）
本作のヒロインで、前作のヒロイン・雷鳴（いかずち めい）の長女。
かなり気が強く怒りっぽい。真里と一緒に育ったが、ただの従兄弟以上の想いを寄せている。
黒沼魔魅子（くろぬま まみこ）
真里と麻穂のクラスに転入してきた美少女。その正体は真里を狙う怪魔の一人。
月村沙穂（つきむら さほ）・香穂（かほ）
麻穂の双子の妹。髪を向かって左側に結んでいるのが沙穂、右側に結んでいるのが香穂。
月村鳴（つきむら めい）
麻穂の母で、前作のヒロイン・雷鳴（いかずち めい）その人。
月村螢（つきむら けい）
麻穂の父で、前作の主人公・雷雷（いかずち らい）の親友。現在は眼鏡をかけている。

### 再構成版
貝間あやか（かいま あやか）
雷たちの高校に現れた、英語の代理教師。その正体は、妖魔の子種を狙う怪魔。
元々は雷たちの父である竜王に想いを寄せていたらしく、その縁で雷を密かに見守っていた様子がうかがえる。
お館様
怪魔たちの長。明言はされていないが、その容姿から正体は鵺と思われる。
目的のためには手段を選ばない冷酷無比な性格。

## 単行本
朱鷺色怪魔 大都社
- 上 1990年10月10日発行 ISBN 4-88653-412-0
- 下 1991年02月20日発行 ISBN 4-88653-413-9

朱鷺色怪魔 大都社 Hard Comics B6判
- 1996年02月10日発行  ISBN 4-88653-613-1

## OVA

### キャスト
- 雷雷:山寺宏一
- 雷（月村）鳴:荘真由美
- 月村螢:水島裕
- 雷祥絵:藤田淑子
- 雷竜太:富山敬
- 竜神:中田浩二
- 貝間あやか:勝生真沙子
- 怪魔：峰恵研
- 怪魔：山下啓介
- 怪魔：仁内建之
- 友人：石黒久也
- 友人：溝口敦
- 雷真里:関俊彦
  - 幼少期：田中真弓
- 月村麻穂:荘真由美
- 黒沼魔魅子:鈴宮和由
- 月村沙穂:田中真弓
- 月村香穂:坂本千夏
- お館様:納谷悟朗
- 怪魔Ａ：沢りつお
- 怪魔Ｂ：八代駿、石井隆夫
- 怪魔Ｃ：村越伊知郎
- 先生：勝田治美
- ヒロノブ：石川寛美
- ヒロノブの母：早川京子

### スタッフ
- 原作:鈴宮和由
- 企画:山中博彦
- 監督:鈴宮和由
- 脚本:鈴宮和由
- 演出:的場敦
- 製作:山川紀生、林大三郎、室永昭司、安西武
- キャラクターデザイン:的場敦
- 作画監督:的場敦
- 美術:山口俊和
- 音楽:和田薫
- 音響監督:海老原保明
- 主題歌:鈴宮和由
- エンディングテーマ:串田アキラ
- 制作:虫プロダクション、スタジオ童夢→タマ・プロダクション→雷神ふいるむ

### 音楽
- 「クリスタルライブ」ED曲

作詞：鈴宮和由
作曲：黒石ひとみ
編曲：黒石ひとみ・渡辺格
歌：鈴宮和由
- 「蒼雷伝説」挿入歌

歌：鈴宮和由、串田アキラ
- 「ENERGY」2nd ED曲

歌：鈴宮和由、串田アキラ
- 音楽製作ディレクター:吉村太志

### リリース
- 朱鷺色怪魔1 〜闇の血族編〜（1989年4月20日）
- 朱鷺色怪魔2 〜妖華の罠編〜（1989年7月25日）
- 朱鷺色怪魔3 〜怪魔再来編〜（1989年10月25日）
- 朱鷺色怪魔4 〜終章〜龍王蒼雷編〜（1990年2月25日）